# Kràsnoie Zarétxie
Kràsnoie Zarétxie (en rus: Красное Заречье) és un poble de l'óblast de Vladímir, a Rússia, segons el cens del 2010 tenia 324 habitants. Pertany al districte municipal de Iúriev-Polski.